# 考古學理論
考古學理論是考古學家透過各種知識框架來解讀考古數據。考古學理論是將科學哲學應用於考古學上，偶爾也被稱為考古學哲學。考古學中沒有一個單一的理論，但很多考古學家認為應該以不同的方法來應用。在考古學理論發展的歷史中出現了不同的理論，有些持續發展達到顛峰，有些沒落甚至消失，不同的考古學理論的目標和研究方法都有所不同。:1
一些考古學理論，如過程主義考古學要求使用科學方法來研究、以客觀解釋古代的社會；而其他如後過程主義考古學強調思想結合哲學思維，以主觀解釋古代的社會架構。:1

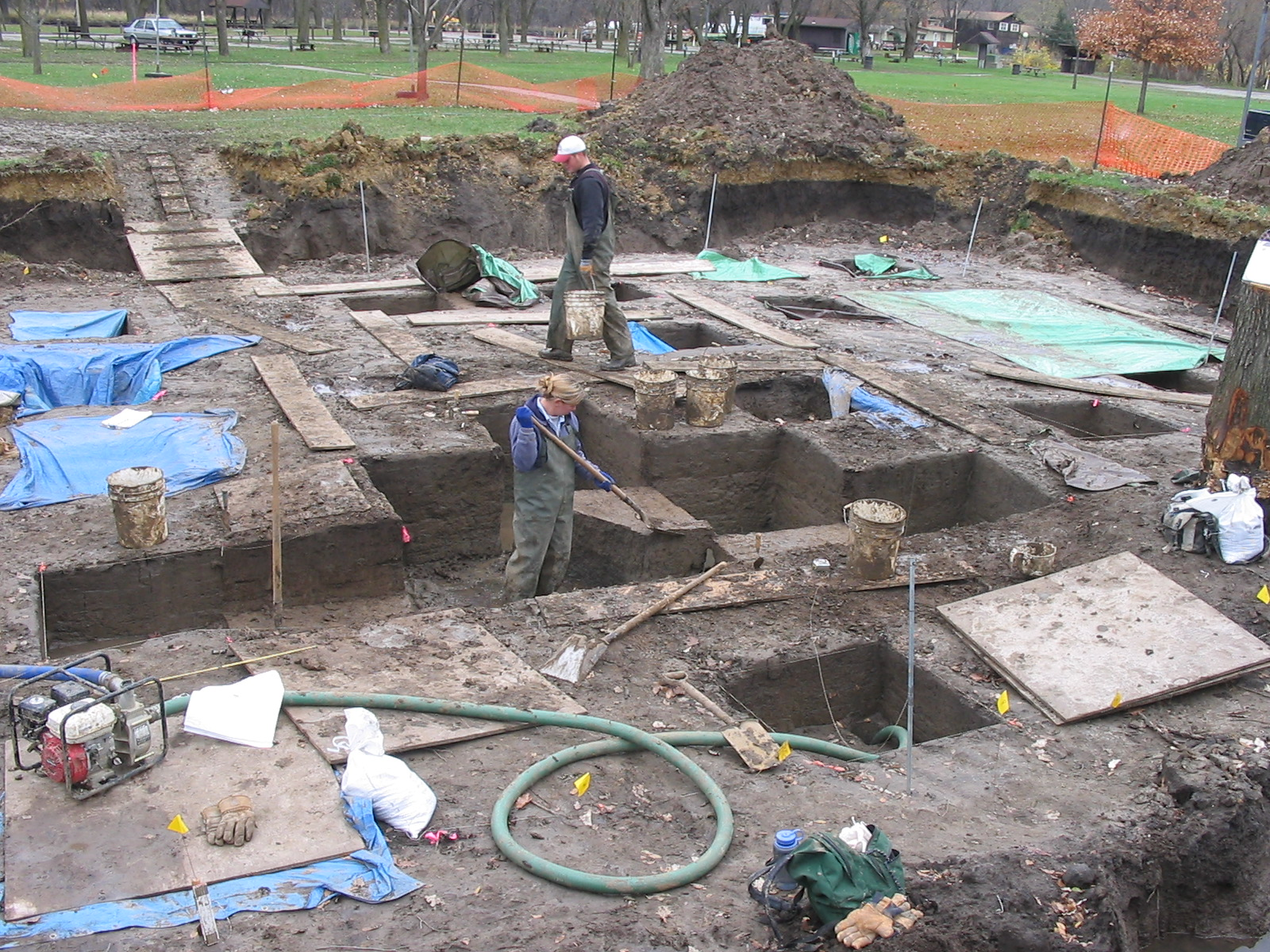
如馬修約翰遜（Matthew Johnson）等考古學家如認為大部分的考古學都是通過理論而來的。

其他的考古學理論如馬克思主義考古學。

## 考古理論

### 行為考古學
1970年代中期由邁克爾·布賴恩·希弗提出新的研究考古材料的方法，該方法有利於分析人類行為和個體行為，特別是在物質文化方面。著重於從觀察和了解來解釋古代人們行為的思想和意圖。類似於人類行為生態學，它根據人類行為的物質痕跡的模擬來調整和優化技術方面。

### 後過程主義考古學
後過程主義運動在1970年到1980年代初的英國由考古學家伊恩·霍德（Ian Hodder）、人類學家丹尼爾·米勒（Daniel Miller）、考古學家克里斯·蒂利（Christopher Tilley）和考古學家彼得·烏克（Peter Ucko）受到法國的马克思主义和 人类学的影響，如同後現代主義對於文化人类学的影響，並很快到發展到美國。:763:446-448
考古學家科林·倫弗魯和保羅·巴恩指出：對於嚴厲的批評者，後過程主義在提出一些有效批評的同時，同時融入過程主義引入一些其他的想法和理論，對於評論家而言，它引入其他學科的各種方式術語稱之為後過程，適當的表述后现代主义中的懷疑和詮釋，:44
在《后过程主义考古学與激進批判》（1987）一書中, 蒂莫西·K·厄爾（Timothy K.Earle）和羅伯特·W·布魯塞爾（Robert W. Preucel）重新審視了后过程主义對於過程主義的激進批判，同時認為它具有一些優點，並強調了一些特點，整體來說，後過程主義的做法是有缺陷的，因為它沒有產生明確方法論。

## 全球範圍
考古學理論的分歧並沒有在全世界的考古學上或在學科的子領域取得同樣的發展。傳統的考古往往是保留考古遺物，並在表面解釋簡單的文化和歷史，而在大學的考古學系提供更詳細的古代環境探索和對生活的解釋。
澳大利亞的考古學家通常會與當地的土著一同進行考古活動，他們的傳統觀念不同於西方現代觀念的人，都接受後過程主義考古學。對於自己祖先土著居民會有身為後裔或繼承人的觀點，特別是非殖民化的考古研究。這也稱土著考古學。
然而美國的專業考古學家通常是過程主義考古學的。

## 發展
1973年， 剑桥大学的考古學家大衛·L·克拉克在《古物》發表一篇學術論文，批評考古學是一個自恃甚高的封閉學科，稱其「純真高尚」（noble innocence）變成自我意識主義，再變成批判自我意識主義（critical self-consciousness），其中一個原因在於對考古學理論的日益了解和重視。因此他認為當考古家懷疑考古學家前輩時是一種白白的損失。

### 註腳
1. ↑  Krieger, William Harvey. . Lexington Books. 2006-01-01  [2018-02-05]. ISBN 9780739112496. （原始内容存档于2016-10-11） （英语）.
2. ↑  Dark, Ken. . Philosophy Now. 2016, (3). （原始内容存档于2020-12-01）.
3. 1 2  Trigger, Bruce G. (2007). A History of Archaeological Thought (Second Edition). New York: Cambridge University Press.
4. ↑  Marwick, Ben. . Journal of Anthropological Archaeology. December 2013, 32 (4): 553–564. doi:10.1016/j.jaa.2013.08.004.
5. ↑  Leach 1973
6. ↑  Trigger 2007
7. ↑  Renfrew and Bahn 2004
8. ↑  Earle and Preucel 1987.
9. ↑  e.g. Million 2005
10. ↑  Nicholas 2008, Nicholas and Andrews 1997
11. ↑  .   [2018-02-05]. （原始内容存档于2016-12-19）.
12. ↑  Clarke 1973.